# Ineos Grenadiers
Ineos Grenadiers (код UCI: IGD ) — британська професійна велокоманда, яка виступає в категорії UCI WorldTeam. Команда базується в Манчестері, та має логістичну базу в Дейнзе, Бельгія.  Командою керує колишній директор British Cycling, сер Дейв Брейлсфорд. Раніше мала назви Team Sky (з 2010 по 2019) та Team Ineos (з 2019 по 2020).
Команду було створено в 2010 році з метою, аби британський гонщик переміг на Тур де Франс протягом наступних п’яти років . Мету було досягнуто вже за два роки, коли Бредлі Віггінс виграв Тур де Франс 2012, ставши першим британським переможцем в його історії. Друге місце того року посів його колега по команді, британець Кріс Фрум, який згодом сам виграв Тур де Франс у 2013, 2015, 2016 та 2017 роках. Також Фрум виграв Вуельту Іспанії 2017 року та Джиро д'Італія 2018 року, ставши таким чином переможцем усіх трьох Гранд-турів.
Кріс Фрум постфактум отримав титул переможця Вуельти Іспанії 2011 після того, як  Хуана Хосе Кобо позбавили титулу через факт вживання ним допінгу. У подальшому перемоги на гранд-турах команді приносили Джерейнт Томас (Тур де Франс 2018),Еган Берналь (Тур де Франс 2019 та Джиро д'Італія 2021) і Тао Геогеган Харт (Джиро д'Італія 2020). Таким чином команда виграла сім із восьми Тур де Франс між 2012 і 2019 роками, з чотирма різними гонщиками, і здобула ще п'ять перемог на гранд-турах між 2011 і 2021 роками.
Після рішення британської медіакомпанії Sky UK не продовжувати спонсорство, команда отримала фінансову підтримку від британської хімічної групи Ineos, і з квітня 2019 року була перейменована на Team Ineos . Згодом команда отримала нову назву — Ineos Grenadier, на честь однойменного позашляховика . 

## Історія

### Заснування
Влітку 2008 року British Cycling і його ключові фігури, Девід Брейлсфорд і Кріс Бордман, запропонували медіакомпанії Sky заснувати британську команду з шосейного велоспорту . Sky погодився фінансувати команду в розмірі 15 мільйонів євро на рік з метою, аби британський гонщик виграв Тур де Франс протягом наступних п’яти років. 
Початковий намір Team Sky полягав у створенні команди з 25 британських гонщиків  та виховання молодих талантів . Першими шістьма гонщиками стали Герайнт Томас, Стів Каммінгс, Кріс Фрум, Рассел Даунінг, Ян Стеннард і Пітер Кенно . Згодом було висловлено прагнення «забезпечити конкурентоспроможність» завдяки підписанню у тому числі іноземних гонщиків . 10 вересня 2009 року було повідомлено про підписання ще 10 гонщиків. Ними стали Едвальд Боассон Хаген, Томас Лефквіст, Курт Асле Арвесен, Саймон Герранс, Хуан Антоніо Флеча, Келл Карлстрьом, Джон-Лі Августін, Грег Хендерсон, Ларс Петтер Нордхауг і Морріс Поссоні . До початку сезону 2010 року до команди долучилися Кріс Саттон і Бредлі Віггінс з Garmin–Slipstream, а також Майкл Беррі та Бен Свіфт з Katusha–Alpecin   . 

### 2010: Початок

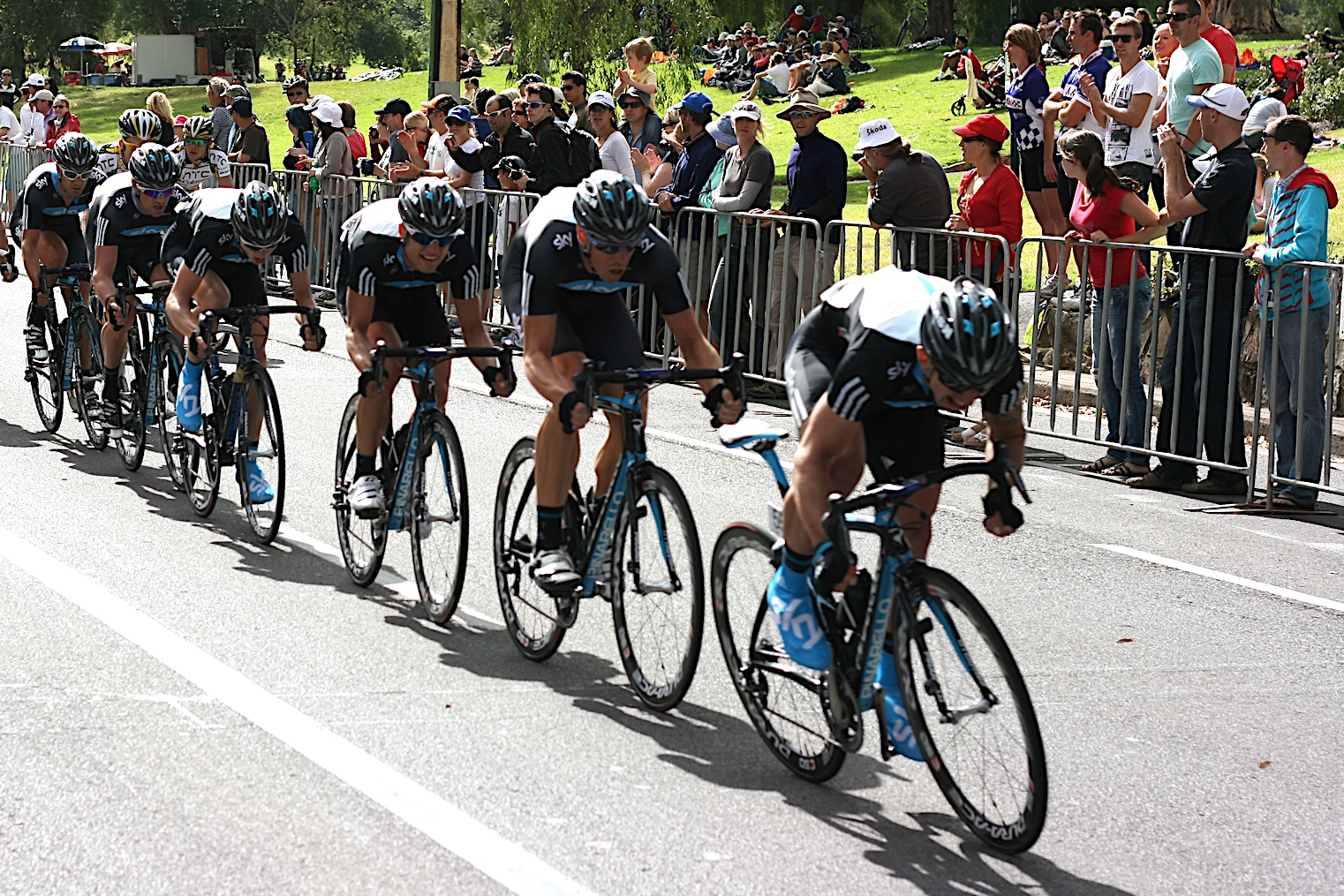
Sky на першому заїзді, 2010 Cancer Council Helpline Classic в Аделаїді, Австралія.

Команда здобула свою першу перемогу в січні 2010 року на одноденних змаганнях Cancer Council Helpline Classic в Аделаїді, Австралія: Грег Хендерсон і Кріс Саттон посіли перше та друге місце відповідно . Першими перегонами в рамках ProTour для Team Sky став австралійський Tour Down Under у січні . Згодом команда отримала дозвіл на участь у Тур де Франс  . Команду Sky також запросили взяти участь у двох інших Гран-турах цього року.
9 травня Віггінс став першим гонщиком Sky, який приміряв майку лідера Гранд Туру, коли він виграв стартовий етап Джиро д'Італія. Того ж місяця Бен Свіфт став першим гонщиком команди, який виграв загальний залік, здобувши перемогу на Tour de Picardie. На першому для комнади Тур де Франс Джерейнт Томас фінішував другим на третьому етапі та одягнув білу майку як лідер у класифікації молодих гонщиків . У генеральній кваліфікації гонщики команди посіли 17 місце (Томас Лефквіст) та 24 (Бредлі Віггінс) місця. Пізніше того ж року Team Sky брала участь у Вуельті Іспанії, проте знялася після сьомого етапу після смерті масажиста команди, Чеми Гонсалеса.  Загалом Team Sky у своєму дебютному сезоні здобула 22 перемоги і ще 50 разів гонщики команди піднімалися на подіумів. 

### 2011: прорив на Гранд Турі

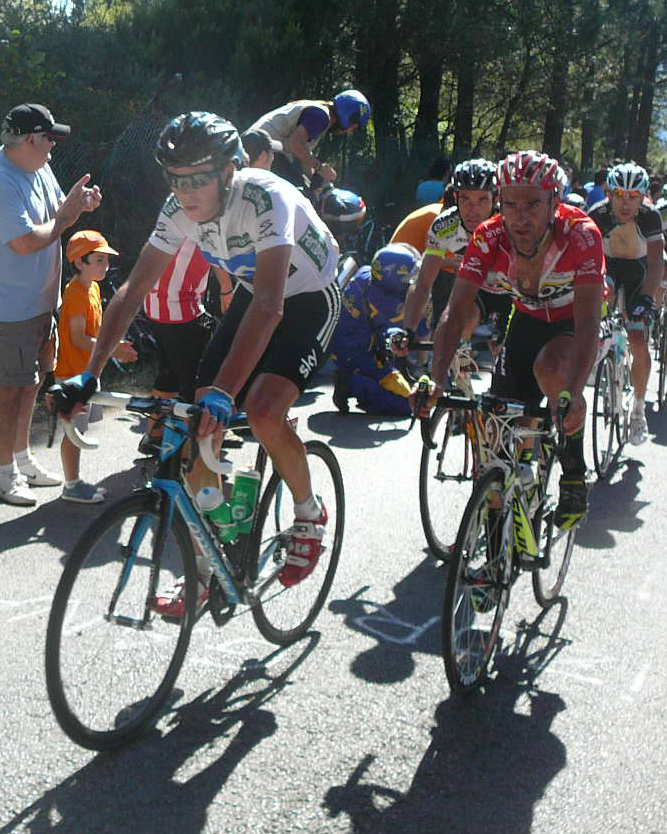
Кріс Фрум з (ліворуч) на Вуельта Іспанії 2011, де він посів друге місце в загальному заліку. На той час це був найвищий показник Sky у Великому турі.

Команда Sky знову розпочала сезон в Австралії, де Бен Свіфт виграв два етапи Tour Down Under і фінішував третім у загальному заліку.  Хуан Антоніо Флеча та Джеремі Хант фінішували відповідно четвертим і шостим у Турі Катару в лютому, тоді як Боассон Хаген фінішував першим у класифікації за очками та другим у загальному заліку Туру Оману пізніше того ж місяця.  Бредлі Віггінс фінішував третім у загальному заліку Париж–Ніцца , а Герейнт Томас став другим у загальному заліку Dwars door Vlaanderen .   На Турі Каліфорнії Бен Свіфт виграв другий етап , а Грег Хендерсон здобув перемогу на третьому етапі. 
На Джиро д'Італія Томас Лофквіст посів найкраще місце серед гонщиків Sky, фінішувавши 21-м у загальному заліку.  Герайнт Томас забезпечив Sky першу в сезоні перемогу в загальному заліку, вигравши п'ятиденну гонку Bayern-Rundfahrt наприкінці травня.  Боассон Хаген і Віггінс також виграли етапи в цих перегонах. У червні Віггінс здобув важливу на той час перемогу на Critérium du Dauphiné. 
На Тур де Франс Скай фінішували третіми в команднії гонці на час (другий етап). А Боассон Хаген забезпечив команді першу в історії перемогу на шостому етапі Туру. 
У підсумку Туру Рігоберто Уран посів найвище серед гонщиків Sky місце в загальному заліку — 24-м.
На третьому Гран-турі сезону 2011 року, Вуельта Іспанії, гонщики Sky Фрум і Віггінс фінішували відповідно другим і третім у генеральній класифікації.  Кріс Саттон виграв другий етап, а Фрум — сімнадцятий.  11 жовтня було оголошено, що чемпіон світу Марк Кавендіш приєднається до команди на сезон 2012. 
17 липня 2019 року UCI постфактум оголосив Кріса Фрума переможцем Вуельти після того, як фактичний переможець Хуан Хосе Кобо був дискваліфікований через допінг. Це зробило Фрума першим британським велогонщиком, переможцем Гранд-турів. Завдяки цій рокировці Віггінс посів друге місце загального заліку. 

### 2012: перемога на Тур де Франс

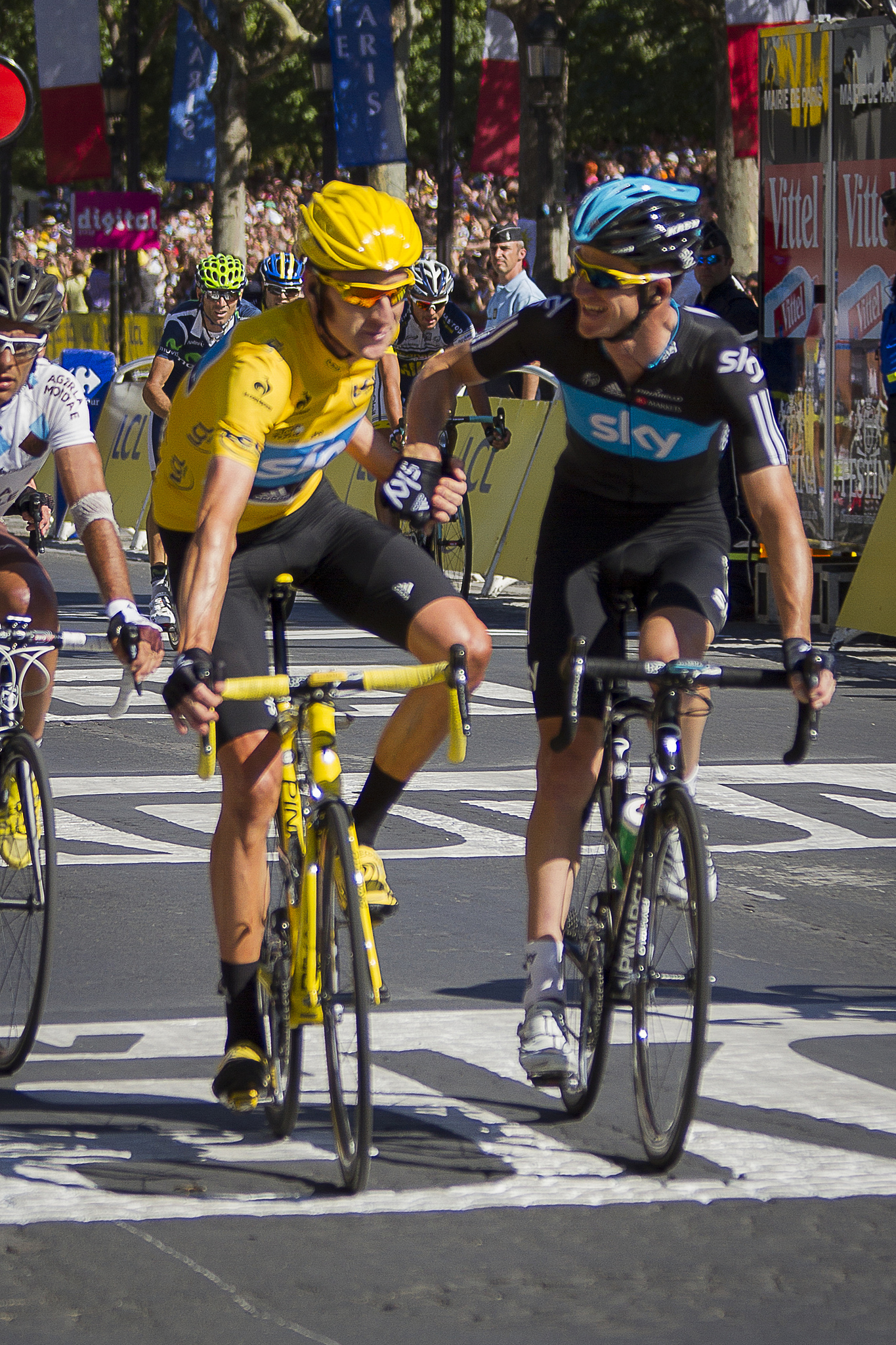
Бредлі Віггінс перетинає фінішну пряму на Єлисейських полях разом з Майклом Роджерсом, щоб виграти Тур де Франс 2012

У січні Team Sky оголосила свій склад на сезон 2012: Кавендіш, Ейзеля, Серхіо Енао, Денні Пейт, Річі Порте, Сальваторе Пуччіо, Люк Роу та Костянтин Сівцов . 
У січнц на Tour Down Under Боассон Хаген виграв спринтерську класифікацію.  У лютому Sky виграв командну класифікацію на Вольта-ао-Алгарве, де Порте виграв загальний залік, а Боассон Хаген — очкову класифікацію.  Віггінс виграв загальну класифікацію Париж-Ніцца в березні , і Тур Романдії в квітні. 
Sky домінував у генеральній кваліфікації Тур де Франс, в якій Вігінс став першим, а Фрум — другим . Майк Кавендіш виграв три етапи, включно з останнім, 21-им, на Єлисейських полях . Також  команда очолила загальну класифікацію UCI World Tour, набравши 1767 очок.
Під час підготовки до сезону 2013 року були підписані Василь Кірієнкл та Давид Лопес Гарсія з Movistar Team і  чемпіон Італії 2012 року з гонок на час Даріо Катальдо з Quick-Step Floors . Команда також підписала контракт з Габріелем Рашем, Джо Домбровскі та Яна Босвелла.  Переможець цьогорічного Туру Британії Джонатан Тірнан-Локк підписав дворічну угоду з командою. 
Доктор Герт Лейндерс, який працював у команді з 2011 року, був об’єктом внутрішнього розслідування після звинувачень у впровадженні допінгу в LottoNL-Jumbo на початку його кар’єри, і 9 жовтня було оголошено, що він більше не працюватиме в команді . Після рішення USADA щодо вживання допінгу Ленсом Армстронгаом та його колегами по команді US Postal Sky посилили валсну антидопінгову політику нульової толерантності, при цьому всі гонщики та персонал пройшли внутрішні співбесіди. Після чого двоє членів тренерського штабу, Боббі Джуліч і Стівен де Йонг, були звільнені .